# Medal „Za bój »Wariaga« i »Koriejca«”
Medal „Za bój »Wariaga« i »Koriejca«” (ros. Медаль «За бой „Варяга“ и „Корейца“») – rosyjskie odznaczenie wojskowe.

## Historia
Odznaczenie zostało ustanowione ukazem cara Mikołaja II dla wyróżnienia marynarzy uczestniczących w bitwie pod Czemulpo w dniu 27 stycznia?/9 lutego 1904 na krążowniku „Wariag” i kanonierce „Koriejec”.

## Zasady nadawania
Odznaczenie zostało nadane wszystkim marynarzom i podoficerom uczestniczącym w bitwie, wchodzącym w skład załogi dwóch okrętów „Wariaga” i „Koriejca”. Medal nie był nadawany oficerom z tych okrętów, którzy zostali odznaczeni orderami. Nadano 697 takich medali.

## Opis odznaki
Odznaka odznaczenia została wykonana ze srebra. Jej projekt, który został później zatwierdzony ukazem, przedstawiono cesarzowi w dniu 28 marca?/10 kwietnia 1904. Odznaka odznaczenia jest okrągła i ma średnicę 30 mm. 
Na awersie w środku odznaki znajdują się wizerunek Krzyża Świętego Jerzego ze wstążką orderową, otoczony on jest wieńcem laurowym. Otacza go napis: ЗА БОЙ ВАРЯГА И КОРЕЙЦА 27 ЯНВ.1904 Г. ЧЕМУЛЬПO. 
Na rewersie odznaki znajduje się rysunek przedstawiający rosyjskie okręty podczas boju pod Czemulpo, a nad rysunkiem jest krzyż łaciński. 
Medal zawieszony jest na wstążce koloru białego z niebieskim krzyżem św. Andrzeja, tożsamej z banderą rosyjskiej Marynarki Wojennej.